# Quarteto de cordas n.º 2 (Tchaikovski)
O Quarteto de cordas Nº 2 em Fá maior, op. 22, foi escrito pelo compositor Piotr Ilitch Tchaikovski entre dezembro de 1873 e janeiro de 1874.
Teve sua estreia em Moscou, Rússia, em 22 de março de 1874, e foi dedicado ao grão-duque Konstantin Nikolaevich Romanov.

## Movimentos
1. Adagio – Moderato assai
2. Scherzo — Allegro giusto
3. Andante ma non tanto
4. Finale — Allegro con moto

## Instrumentação
- 2 Violinos
- 1 Viola
- 1 Violoncelo

## Duração
O Quarteto de cordas n.º 2 dura aproximadamente 35 minutos.